# 薩姆奇基
49°45′33″N 27°23′13″E / 49.75917°N 27.38694°E
薩姆奇基（烏克蘭語：Самчики）是位於烏克蘭西部的村莊，由赫梅利尼茨基州裡赫梅利尼茨基區的舊康斯坦丁尼夫市鎮負責管轄。該村始建於1545年，面積4.58平方公里，海拔高度268米，2001年人口1,682，人口密度每平方公里367.5人。